# Kera Tamar

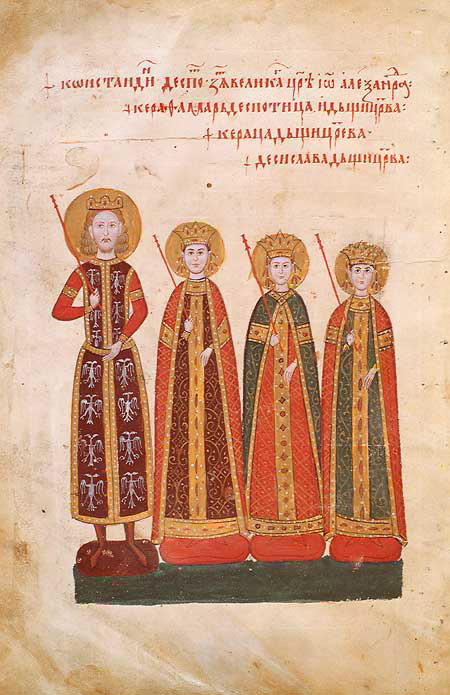
Prinzession Kera Tamar rechts neben dem „Despoten“ Konstantin, weiter rechts zwei Schwestern (Tetraevangeliar von Zar Iwan Alexander)

Kera Tamar (bulgarisch: Кера Тамара; mittelbulgarisch:  кeра Ѳамарь; türkisch auch Tamara Hatun genannt; * ab ca. 1340; † ab ca. 1378) war eine bulgarische Prinzessin, die Tochter vom Zar der Bulgaren Iwan Alexander und wahrscheinlich seiner zweiten Frau Theodora sowie die Ehefrau des osmanischen Sultans Murad I. Zar Iwan Schischman und Iwan Srazimir waren ihre Brüder, die byzantinische Kaiserin Keratsa Maria ihre Schwester.

## Leben
Die historische Datierung der Prinzessin macht Schwierigkeiten. Ihr Geburtsjahr wird häufig mit um 1340 angegeben, dann müsste sie eine Tochter der ersten Frau von Iwan Alexander sein, Theodora von der Walachei, von der er sich erst 1345 scheiden ließ. Die Heirat mit der zweiten Frau und geborenen Jüdin Sarah-Theodora erfolgte danach, wahrscheinlich um 1347. Gemeinsame Kinder können sicherlich erst danach geboren worden sein.
Kera Tamar war zuerst mit einem „Despoten“ Konstantin Kera verheiratet. Möglicherweise war dies der serbische Fürst Konstantin Dragaš. Aber 1371 war Kera Tamar bereits Witwe, Konstantin Dragaš starb erst 1395. Wahrscheinlicher ist daher, dass über diesen Konstantin, der im Evangelium der bulgarischen Prinzessin links neben ihr dargestellt wird, nichts bekannt ist, außer dass er ein königlicher Schwiegersohn war und den Titel деспот („Despot“) trug. Nach Czamańska bestand die Ehe 1355 (Datierung des Evangeliars), als das Mädchen höchstens 15 Jahre alt war, vielleicht auch jünger. Allerdings wurde auch ihre Schwester Keratsa Maria bereits mit sieben Lebensjahren 1355 aus politischen Gründen verheiratet.

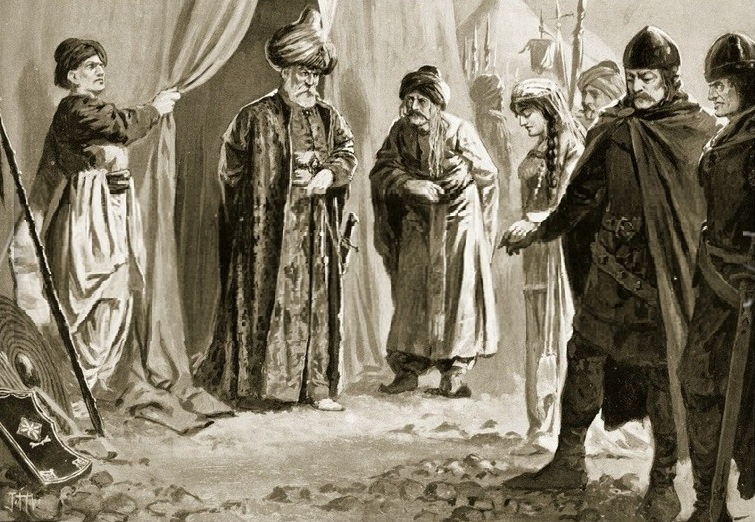
Übergabe von Kera Tamar durch ihren Bruder an den Sultan (Bild von John Harris Valda (1874–1942))

In zweiter Ehe war Kera Tamar mit dem türkischen Sultan Murad I. (ermordet 1389) verheiratet. Als 1371 Zar Iwan Alexander gestorben war, folgte ihm auf dem bulgarischen Thron ihr Bruder Ivan Schischman. Ihm schlug Murad über eine Gesandtschaft eine Eheschließung mit Kera Tamar vor, um die Beziehungen zu stabilisieren, doch lehnte er zunächst ab. Nach einer neuen militärischen Niederlage der Bulgaren gegen die Osmanen 1372/3 erneuerte der Sultan seinen Antrag und erzwang die Ehe, die dann bis spätestens 1378 geschlossen wurde. Die widerwillige Kera Tamara wurde in die Harem des Sultans in die damalige Hauptstadt Bursa geschickt, durfte aber ihren christlichen Glauben beibehalten. In der bulgarischen Volkslegende und in der Orthodoxen Kirche wird ihr das als Selbstopfer für den Frieden hoch angerechnet, auch wenn der Frieden kaum langen Bestand hatte. Ihr Todesjahr ist unbekannt, lag nach 1378 und vor dem Fall Sofias an die Türken 1385. Ihr Grab liegt bis heute neben dem von Murad I. in der Familiengruft in Bursa.

## Einzelbelege
1. ↑  царица Кера Тамара (Zariza Kera Tamara). In: Владетелите на България. 13. März 2013 (bgvladeteli.com [abgerufen am 22. Juni 2025]).
2. ↑  Stefka Kuneva: Kera Tamara and Murad I - love story? : what do the buildings in the folk songs say? 2. Dezember 2022 (handle.net [abgerufen am 22. Juni 2025]).

| Personendaten    | Personendaten                                            |
| ---------------- | -------------------------------------------------------- |
| NAME             | Kera Tamar                                               |
| ALTERNATIVNAMEN  | Tamara                                                   |
| KURZBESCHREIBUNG | Prinzessin von Bulgarien und Ehefrau von Sultan Murad I. |
| GEBURTSDATUM     | 14. Jahrhundert                                          |
| STERBEDATUM      | 14. Jahrhundert                                          |